# Berenika Szymanski-Düll
Berenika Szymanski-Düll ist Theaterwissenschaftlerin und Hochschullehrerin an der Ludwig-Maximilians-Universität München.

## Werdegang
Szymanski-Düll studierte Dramaturgie, Slawische Philologie und Interkulturelle Kommunikation an der Ludwig-Maximilians-Universität München und der Bayerischen Theaterakademie August Everding. Sie promovierte anschließend an der LMU München und war von 2011 bis 2012 wissenschaftliche Mitarbeiterin an der Universität Bayreuth. Von 2013 bis 2015 forschte sie im Rahmen der Graduiertenschule Ost-Südosteuropastudien an der LMU München und der Universität Regensburg. Sie verbrachte 2013 einen Forschungsaufenthalt am Department for Theatre, Dance and Performance Studies an der University of California, Berkeley. Anschließend wurde sie Akademische Rätin auf Zeit am Institut für Theaterwissenschaft der LMU München.
Seit 2020 ist Szymanski-Düll Professorin für Theaterwissenschaft mit Schwerpunkt transnationale Theatergeschichte an der Ludwig-Maximilians-Universität München; seit 2023 ist sie zudem Mitherausgeberin der Zeitschrift Forum Modernes Theater.

## Forschung
Der Forschungsschwerpunkte von Szymanski-Düll sind transnationale Theatergeschichte und die Theatergeschichte des 19. Jahrhunderts. Sie forschte an diesen Themen unter anderem im Rahmen des Projekts „Globale Theatergeschichte“ der Deutschen Forschungsgemeinschaft. Ein Hauptaugenmerk ihrer Forschung liegt dabei auf dem Einfluss von Migration auf die Entwicklung des Theaters und dem Zusammenhang zwischen Politik und Theater. Sie untersucht auch osteuropäische Theater- und Performance-Kunst mit einem Fokus auf ihr Geburtsland Polen. So hat sie sich zum Beispiel mit dem urbanen Protest der Oppositionsgruppe Orange Alternative im Polen der 1980er Jahre beschäftigt.

## Veröffentlichungen
- Methoden der Theaterwissenschaft, herausgegeben von Christopher Balme und Berenika Szymanski-Düll, Tübingen, 2020, Narr Francke Attempto, ISBN 978-3823383338.
- Leave, left, left. Migrationsphänomene in den Künsten in aktueller und historischer Perspektive, herausgegeben von Burcu Dogramaci, Berenika Szymanski und Wolfgang Rathert, Berlin, 2020, Neofelis, ISBN 978-3958082410.
- Theatre, Globalization and the Cold War, herausgegeben von Christopher Balme und Berenika Szymanski-Düll, 2017, Palgrave Macmillan, ISBN 978-3319480831.
- Sound und Performance. Positionen – Methoden – Analysen, Wolf-Dieter Ernst, Anno Mungen, Nora Niethammer und Berenika Szymanski-Düll, Würzburg, 2015, Königshausen & Neumann, ISBN  978-3826054730.
- Theatraler Protest und der Weg Polens zu 1989. Zum Aushandeln von Öffentlichkeit im Jahr-zehnt der Solidarność, Berenika Szymanski-Düll, Bielefeld, 2012, transcript, ISBN 978-3837619225.
- Transformationen in den Künsten. Grenzen und Entgrenzung in bildender Kunst, Film, Theater und Musik, herausgegeben von Ruth Reiche, Iris Romans, Berenika Szymanski-Düll und Saskia Jogler, Bielefeld, 2011, transcript, ISBN 978-3-8376-1919-5.

## Auszeichnungen
- 2019  Starting Grant des Europäischen Forschungsrats für das Projekt T-MIGRANTS (Crossing Borders: The Agency of Nineteenth-Century European Theatre Migrants)[3]
- 2017 Förderung durch den Nachwuchsförderungsfond des Zukunftskonzepts LMUexcellent